# Plädering
Plädering är ett slutanförande som part eller hans ombud får tillfälle till enligt 43 kap. 9 § (1942:740) rättegångsbalken under slutfasen av en huvudförhandling i en rättegång i domstol. Under pläderingen kan parten sammanfatta det rättsliga läget och argumentera för vad som talar för hans sak. Han kan även införa nya argument i målet genom att åberopa rättsfall och förarbeten. Detta utgör inget som strider mot rättegångsbalkens regler i övrigt om att ny bevisning inte får införas eftersom en grundförutsättning för alla rättegångar är att "domaren känner lagen" (jura novit curia).
Vid en föredragning kan plädering innebära att fakta, för- och nackdelar samt olika alternativ och lösningar redovisas. Som avslutning kan dock den föredragande plädera för en subjektiv uppfattning och åsikt. En plädering kan vara ett medvetet försök att påverka åhörarna, vilka genom pläderingen kan uppmanas att följa talarens yrkanden och/eller rekommendationer.
Att plädera innebär att man utvecklar sakskäl för något. 